# Nenskra
Nenskra (georgiska: ნენსკრა) är ett vattendrag i Georgien. Det ligger i regionen Megrelien-Övre Svanetien, i den nordvästra delen av landet.